# Grieks-katholiek-orthodoxe Kerk van de Verheffing van het Heilige Kruis
De Grieks-katholiek-orthodoxe Kerk van de Verheffing van het Heilige Kruis, (Pools: Cerkiew Podwyższenia Krzyża Świętego) voorheen: Sint-Norbertkerk (Pools: Kościół św. Norberta),  is een Grieks-Katholieke Kerk in het historisch centrum van Krakau, op 11 Wiślna-straat. Het bouwwerk is een beschermd architectonisch monument.

## Geschiedenis
De kerk is tussen 1636-1643 gebouwd voor de norbetijnse zusters. Na de sloop van Sint-Joriskerk op de Wawel en Sint-Michaëlkerk op de Wawel door de Oostenrijkers in 1803-1804 kwam een deel van de inboedel uit beide kerken in de Sint-Norbertkerk te staan.
De kerk werd na het vertrek van de zusters op 26 februari 1808 overgedragen aan de Grieks-Katholieke Kerk om uiteindelijk in 1947 door de communistische regering gesloten te worden. Een paar jaar later namen de salettijnen hun intrek in de kerk en vertrokken in 2001. De kerk is in november 2004 door aartsbisschop Jan Martyniak als onderdeel van de Aartseparchie Przemyśl-Warschau ingewijd.

## Interieur
De kerk is een structuur met één schip. Het rococo hoogaltaar is afkomstig uit de Mogiła-abdij en de gebeeldhouwde crucifix stamt uit de 16e eeuw. Evenwijdig aan het schip staat de Onze-Lieve-Vrouw van La Salettekapel.

## Galerij

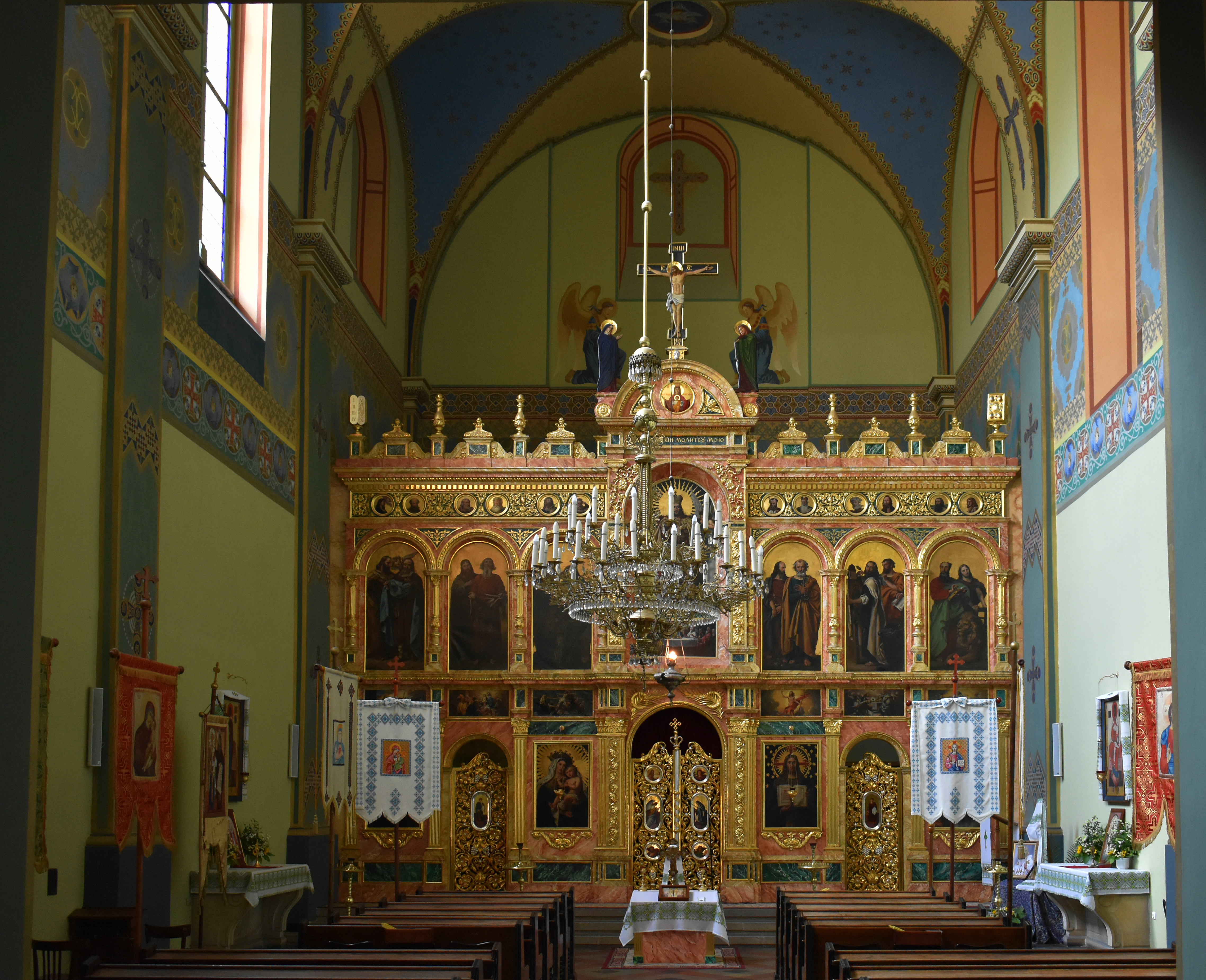
Interieur van de kerk
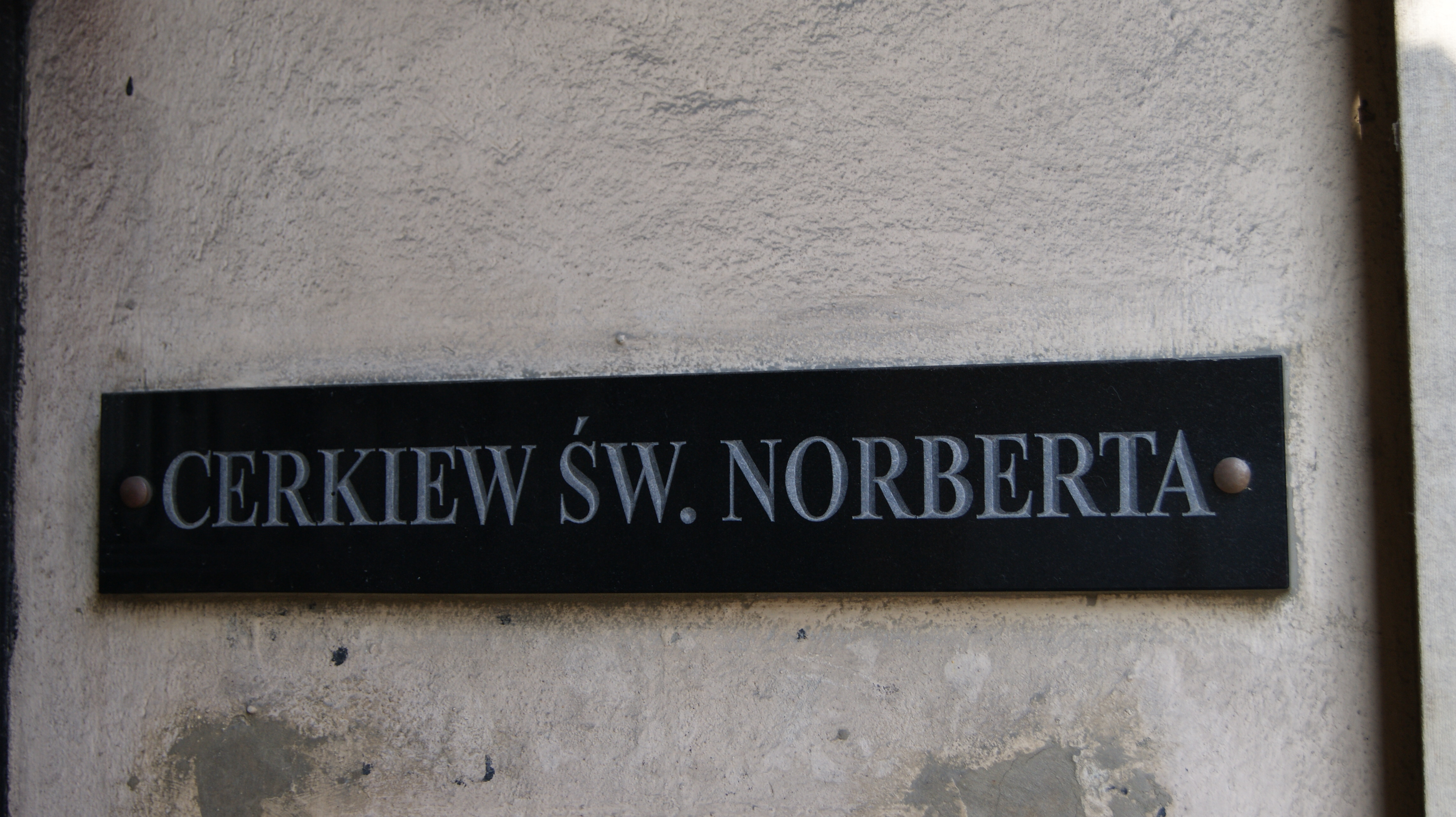
Plaquette met de oude naam